# Greenleaf Music
Pour les articles homonymes, voir Greenleaf.
Greenleaf Music est un label discographique indépendant américain de jazz, basé à Croton-on-Hudson, New York. 

## Histoire
Il est fondé en 2005 par Dave Douglas et Michael Friedman (de Premonition Records), qui se concentre sur le jazz, le post-jazz et la world music. À la fin de son engagement avec RCA-Bluebird, Dave Douglas souhaitait pouvoir faire ses disques à sa manière et à son rythme et a donc décidé de créer son propre label en compagnie de son ami Michael Friedman qui travaillait depuis 5 ans pour Premonition Records.

## Discographie
- 2005 : Dave Douglas - Keystone
- 2005 : Kneebody - Kneebody
- 2005 : Dave Douglas - Live at the Bimhuis
- 2005 : Dave Douglas - Mountain Passages
- 2006 : Dave Douglas Quintet - Live at Jazz Standard
- 2006 : Dave Douglas - Keystone: Live in Sweden
- 2006 : Dave Douglas - Meaning & Mystery
- 2007 : Dave Douglas - Moonshine
- 2007 : Dave Douglas - Live at Jazz Standard
- 2007 : Indigo Trio - Live in Montreal
- 2008 : Michael Bates' Outside Sources - Live in New York
- 2008 : Michael Bates' Outside Sources - Clockwise
- 2008 : Donny McCaslin: Recommended Tools
- 2008 : Dave Douglas - Keystone: Live at Jazz Standard
- 2009 : Dave Douglas - Brass Ecstasy: on Stage
- 2009 : Dave Douglas - Spirit Moves
- 2010 : Nels Cline et Norton Wisdom – Stained Radiance (DVD)[2]
- 2016 : Dave Douglas et Frank Woeste - Dada People